# Цзян Вей
Цзян Вей (спрощ.: 姜维; кит. трад.: 姜維; піньїнь: jiāng wéi; 202 — 264) — китайський державний діяч, військовик періоду Саньго. Генерал династії Шу.

## Короткі відомості
Цзян Вей походив з офіцерської родини з повіту Цзюньцзі командирства Тяньшуй. Початково служив під началом Ма Цзуня, голови командирства Тяньшуй династії Вей.
228 року потрапив у полон до Чжуге Ляна, стратега династії Шу, і перейшов до нього на службу. Брав участь у північних кампаніях проти Вей. Завдяки своїм здібностям вислужився до середнього армійського інспектора та генерала заходу армій Шу.
Після смерті Чжуге Ляна перебував разом із головнокомандувачем Цзян Ванєм в повіті Ханьчжун, звідки здійснював напади на Вей. 246 року, після кончини Цзяна, керував державними справами разом із головним міністром Фей І. Здійснював походи у командирства Лунсі, Наньань, Цзінчен, підконтрольні династії Вей. Уклав союз із західними тибетськими племенами цян, спільно з якими збирався захопити західні володіння Вей.
Через погане управління впав у немилість імператора Лю Шаня, який поставив своїм головним радником фаворита-євнуха Хуан Хао. Був відсторонений від командування військами і політично ізольований.
263 року, після знищення держави Шу військами Вей вмовив вейського генерала Чжун Хуея повстати проти власного господаря, узурпатора Сими Чжао. Убитий підлеглими Чжуна 264 року.